# Телеграмма (фильм, 1971)
«Телегра́мма» — советский фильм режиссёра Ролана Быкова, снятый Творческим объединением «Юность» на киностудии «Мосфильм» в 1971 году.

## Сюжет
Начало 1970-х годов, предновогодняя московская сутолока. Шестиклассники Костя и Тоша и четырёхлетний брат Кости Руслан стараются найти Катю Иноземцеву, чтобы передать ей случайно найденную важную телеграмму. В ходе поисков они узнают подробности её жизни. Вчерашняя школьница, с началом Великой Отечественной войны пошла работать в госпиталь. Затем на фронт и службу в разведывательно-диверсионной группе. Её любили два друга — Антон и Серёжа. Она вышла замуж за Антона, который вскоре погиб от ран. Сергей продолжал писать ей письма, надеясь на встречу. Его телеграмма двадцатипятилетней давности, выпавшая из библиотечной книги, по ошибке и попала в руки Кости. Ребята после долгих поисков нашли Катю и Сергея, которые, к их удивлению, оказались родителями Тоши.

## Актёры

### В главных ролях
- Таня Гришина — Тоша Пятипал
- Серёжа Воинов — Костя Карпов (дебют в кино)
- Егор и Павел Коганы — Руслан, младший брат Кости / Вова, мальчик в больнице

### В ролях
- Михаил Яншин — Николай Афанасьевич Пятипал, дедушка Тоши
- Николай Крючков — Иван Яковлевич, больной генерал-полковник
- Юрий Никулин — Фёдор Фёдорович, резчик-любитель
- Нина Архипова — Екатерина Пятипал (она же Катя Иноземцева), мама Тоши
- Валентина Телегина — Марья Ивановна, жена резчика
- Любовь Соколова — Аграфена Владимировна, школьная уборщица
- Иветта Киселёва — Зина Шаломытова, фронтовая подруга Кати Иноземцевой
- Рина Зелёная — детская писательница
- Николай Бурляев — Глеб, сын Зины Шаломытовой
- Геннадий Карнович-Валуа — Сергей Пятипал, отец Тоши
- Георгий Элбакян — Мкртыч Аванесович, хирург
- Серёжа Шустицкий — Лёша Шафоростов (дебют в кино)

### В эпизодах
- Леонид Бердичевский — худрук
- Наталия Кугель — невеста
- Валентина Березуцкая — продавщица пирожков
- Владимир Качан — парень с гитарой (в титрах указан как Б. Кочан)
- Ролан Быков — поющий новосёл
- Элла Некрасова — экскурсовод
- Елена Вольская — приёмщица в химчистке
- Нина Нехлопоченко — работница химчистки
- Зоя Исаева — посетительница химчистки
- Валерий Рыжаков — друг Глеба
- Станислав Садальский — жених (в титрах указан как В. Садальский, озвучил Роман Филиппов)
- Георгий Тусузов
- Роман Филиппов
- Станислав Хитров — мужчина с продуктовым набором
- Людмила Черепанова — подруга гитариста
- Борис Юрченко — продавец ёлок
- Эмилия Соловёва — научный сотрудник

### Нет в титрах
- Люсьена Овчинникова — жена новосёла, играющая на баяне
- Яков Беленький — мужчина на остановке, ожидающий такси
- Елена Козелькова
- Илья Баскин — Андрей Михайлович, учитель (дебют в кино)
- Александра Денисова — бабушка Вари
- Светлана Жгун — мама Вовы
- Валерий Лысенков — сосед Марьи Ивановны
- Виктор Волков — прохожий с красной лошадкой
- Пантелеймон Крымов — клоун

## Съёмочная группа
- сценарий — Семёна Лунгина, Ильи Нусинова
- постановка — Ролана Быкова
- главный оператор — Анатолий Мукасей
- главный художник — Александр Кузнецов
- режиссёр — Игорь Петров
- композитор — Михаил Меерович
- звукооператор — Юрий Рабинович
- дирижёр — Марк Эрмлер
- костюмы — М. Филипповой
- грим — Л. Епишиной
- редактор — Н. Лозинская
- монтаж — Людмила Елян
- режиссёр — М. Волович
- оператор — Дмитрий Смидович
- художник-декоратор — Ю. Усанов
- комбинированные съёмки:

оператор — Ванда Рылач
художник — С. Зябликов
- ассистенты:

режиссёра — Е. Ожогова, Е. Комарова
оператора — Г. Потапов, В. Логунов
- директор картины — Георгий Пастушков